# Madras Motor Race Track
Il Madras Motor Race Track, anche conosciuto come Irungattukottai Race Track, è un circuito motoristico indiano localizzato a Irungattukottai, nel distretto di Chennai. Il circuito è stato costruito alla fine degli anni '80 ed è stato inaugurato nel 1990. Risulta essere il primo circuito stradale permanente dell'India ed è gestito dal Madras Motor Sports Club.

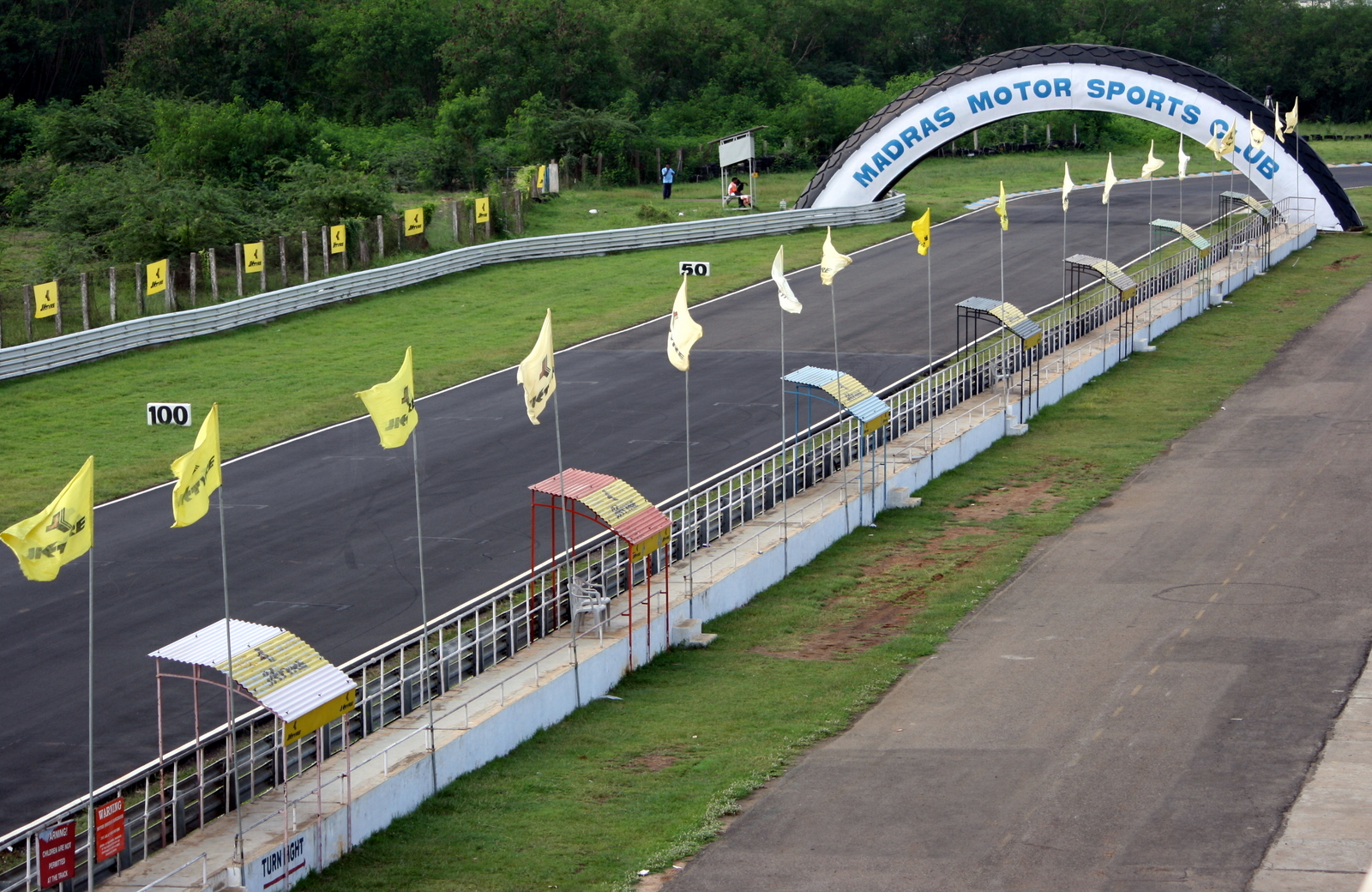
Il rettilineo iniziale

## Storia
Nel 1971 i maggiori club automobilistici indiani decisero di unirsi sotto l'egida della FMSCI (Federation of Motor Sports Clubs of India), con sede a Chennai per creare dei regolamenti comuni e garantire una migliore organizzazione delle gare e degli eventi motoristici in genere. Le gare erano solitamente tenute sull'aeroporto abbandonato di Sholavaram ma con il passare degli anni e il riutilizzo dell'aeroporto da parte dell'esercito indiano apparve evidente la necessità di spostarsi su un circuito dedicato solamente alle competizioni motoristiche. Venne quindi decisa la costruzione dell'Irungattukottai Race Track su una zona di 300 acri di estensione.

## Layout
Il circuito principale ha una lunghezza di 3717 metri con 12 curve e 3 rettilinei principali, con una lunghezza che raggiunge i 250 m in quello più esteso. Il circuito corto, denominato Club, ha una lunghezza di 2067 metri, con 7 curve ed è realizzato escludendo, attraverso una bretella di collegamento, la parte nord-ovest del circuito principale. Entrambi i circuiti si sviluppano in senso orario ed hanno una larghezza media di 11 metri che diventano 12 sul rettilineo del traguardo. Il circuito è stato completamente risfaltato nel 2007 e negli anni successivi sono state implementate nuove misure di sicurezza.
Il tracciato è omologato sia dalla FIM che dalla FIA che ha assegnato al circuito il grado 2 che permette di ospitate gare fino alla Formula 3.